# Vela nos Jogos Olímpicos de Verão de 1992 - 470 feminino
As provas femininas da classe 470 da vela nos Jogos Olímpicos de Verão de 1992 ocorreram entre 27 de julho e 4 de agosto daquele ano no mar Mediterrâneo, na costa de Barcelona, na Espanha. O programa compunha sete regatas. Para esta classe, houve 34 velejadoras de 17 nações inscritas.

## Medalhistas
A dupla espanhola Theresa Zabell e Patricia Guerra finalizou a competição em primeiro lugar, conquistando a medalha de ouro. A prata firmou-se com as neozelandesas Leslie Egnot e Jan Shearer. Por fim, a medalha de bronze ficou com Jennifer Isler e Pamela Healy, dos Estados Unidos.
|  | ESP Espanha                    |  | NZL Nova Zelândia        |  | USA Estados Unidos          |
|  | Theresa Zabell Patricia Guerra |  | Leslie Egnot Jan Shearer |  | Jennifer Isler Pamela Healy |

## Resultados
Estes foram os resultados da competição:
| Rank              | Velejadoras                                        | Regata I | Regata I | Regata II | Regata II | Regata II | Regata II | Regata IV | Regata IV | Regata V | Regata V | Regata VI | Regata VI | Regata VII | Regata VII | Total de pontos | Total -1 |
| Rank              | Velejadoras                                        | Pos.     | Pts.     | Pos.      | Pts.      | Pos.      | Pts.      | Pos.      | Pts.      | Pos.     | Pts.     | Pos.      | Pts.      | Pos.       | Pts.       | Total de pontos | Total -1 |
| ----------------- | -------------------------------------------------- | -------- | -------- | --------- | --------- | --------- | --------- | --------- | --------- | -------- | -------- | --------- | --------- | ---------- | ---------- | --------------- | -------- |
| Medalha de ouro   | ESP Theresa Zabell e Patricia Guerra               | PMS      | 24.0     | 2         | 3.0       | 3         | 5.7       | 1         | 0.0       | 4        | 8.0      | 1         | 0.0       | 7          | 13.0       | 53.7            | 29.7     |
| Medalha de prata  | NZL Leslie Egnot e Jan Shearer                     | PMS      | 24.0     | 5         | 10.0      | 1         | 0.0       | 9         | 15.0      | 1        | 0.0      | 6         | 11.7      | 1          | 0.0        | 60.7            | 36.7     |
| Medalha de bronze | USA Jennifer Isler e Pamela Healy                  | PMS      | 24.0     | 6         | 11.7      | 2         | 3.0       | 2         | 3.0       | 2        | 3.0      | 5         | 10.0      | 5          | 10.0       | 64.7            | 40.7     |
| 4                 | EUN Larisa Moskalenko e Elena Pakholtchik          | 2        | 3.0      | 14        | 20.0      | 4         | 8.0       | 4         | 8.0       | 7        | 13.0     | 2         | 3.0       | 4          | 8.0        | 63.0            | 43.0     |
| 5                 | JPN Yumiko Shige e Alicia Kinoshita                | 4        | 8.0      | 1         | 0.0       | 8         | 14.0      | 5         | 10.0      | 10       | 16.0     | 13        | 19.0      | 3          | 5.7        | 72.7            | 53.7     |
| 6                 | FRA Florence Le Brun e Odile Barre                 | 1        | 0.0      | 11        | 17.0      | 9         | 15.0      | 3         | 5.7       | 9        | 15.0     | 7         | 13.0      | 12         | 18.0       | 83.7            | 65.7     |
| 7                 | ITA Maria Quarra e Anna Maria Barabino             | PMS      | 24.0     | 3         | 5.7       | 5         | 10.0      | 8         | 14.0      | 14       | 20.0     | 10        | 16.0      | 2          | 3.0        | 92.7            | 68.7     |
| 8                 | GER Peggy Hardwiger e Christina Pinnow             | 5        | 10.0     | 7         | 13.0      | 7         | 13.0      | 7         | 13.0      | 3        | 5.7      | 11        | 17.0      | DSQ        | 24.0       | 95.7            | 71.7     |
| 9                 | AUS Jennifer Norton Lidgett e Addy Elizabeth Bucek | PMS      | 24.0     | 10        | 16.0      | 12        | 18.0      | 6         | 11.7      | 5        | 10.0     | 3         | 5.7       | 13         | 19.0       | 104.4           | 80.4     |
| 10                | FIN Kati Läike e Anna Slunga-Tallberg              | 3        | 5.7      | 17        | 23.0      | 10        | 16.0      | 16        | 22.0      | 11       | 17.0     | 4         | 8.0       | 15         | 21.0       | 112.7           | 89.7     |
| 11                | CAN Penny Stamper-Davis e Sarah McLean             | 7        | 13.0     | 13        | 19.0      | 6         | 11.7      | 14        | 20.0      | 8        | 14.0     | 14        | 20.0      | 11         | 17.0       | 114.7           | 94.7     |
| 12                | GBR Debbie Jarvis e Sue Carr                       | PMS      | 24.0     | 8         | 14.0      | 11        | 17.0      | 13        | 19.0      | 12       | 18.0     | 8         | 14.0      | 9          | 15.0       | 121.0           | 97.0     |
| 13                | DEN Susanne Ward e Marianne Halfdan-Nielsen        | 6        | 11.7     | 12        | 18.0      | 14        | 20.0      | 11        | 17.0      | 6        | 11.7     | 17        | 23.0      | 14         | 20.0       | 121.4           | 98.4     |
| 14                | NOR Ida Andersen e Tonje Kristiansen               | 8        | 14.0     | 9         | 15.0      | 15        | 21.0      | 15        | 21.0      | 13       | 19.0     | 9         | 15.0      | 10         | 16.0       | 121.0           | 100.0    |
| 15                | BRA Cláudia Swan e Monica Scheel                   | PMS      | 24.0     | 4         | 8.0       | 17        | 23.0      | 12        | 18.0      | 16       | 22.0     | 12        | 18.0      | 6          | 11.7       | 124.7           | 100.7    |
| 16                | TCH Renata Srbová e Radmila Dobnerová              | PMS      | 24.0     | 15        | 21.0      | 13        | 19.0      | 10        | 16.0      | 15       | 21.0     | 15        | 21.0      | 8          | 14.0       | 136.0           | 112.0    |
| 17                | MEX Margarita Pasos e Karla Gutiérrez              | 9        | 15.0     | 16        | 22.0      | 16        | 22.0      | 17        | 23.0      | 17       | 23.0     | 16        | 22.0      | 16         | 22.0       | 149.0           | 126.0    |

### Classificação diária

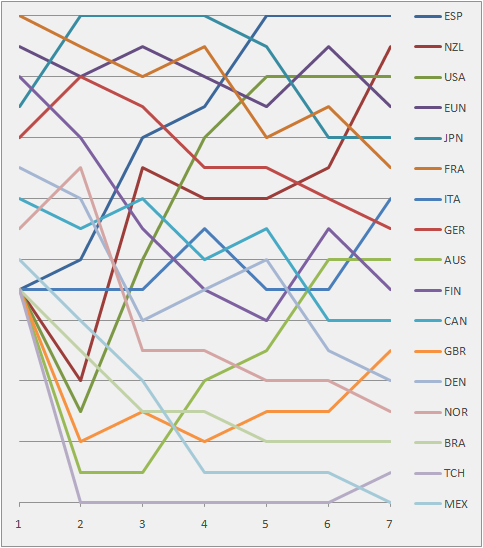
Gráfico mostrando a classificação diária na classe.